# Дом Демби
Дом Демби — историческое жилое и коммерческое здание во Владивостоке. Построено в 1909—1910 годах. Автор проекта — архитектор В. К. Гольденштедт. Историческое здание по адресу Океанский проспект, дом 9/11 (ранее — ул. Адмирала Фокина, 25) сегодня является объектом культурного наследия Российской Федерации.

## История
Здание построено в 1909—1910 годах по проекту архитектора В. К. Гольденштедта как доходный дом рыбопромышленника А. Г. Демби. По архивным источникам установлено, что в 1917 году в здании располагалась гостиница «Немецкая». В годы Первой мировой войны непатриотичное название поменяли на «Националь». В годы Гражданской войны в доме был квартирован штаб Приамурского военного округа, после победы советской власти в 1922 году — штаб Народно-революционной армии, позже различные учреждения.

## Архитектура
Здание трёхэтажное кирпичное, Г-образное в плане. Состоит из двух объёмов: Г-образного, формирующего угол Океанского проспекта и улицы Адмирала Фокина и примыкающего прямоугольного, вытянутого по линии Океанского проспекта, со сдвижкой на пол этажа вверх по рельефу. Дом Демби является одной из наиболее характерных и представительных построек стиля модерн во Владивостоке. Первый этаж дома рустован и отделён от верхних широким кордоном. В уровне 2 — 3-го этажей узкие прямоугольные окна объединены попарно тонкими рамками. Развитый плоский карниз поддерживается лепными консолями. Художественную выразительность зданию придают — угловая башня с куполом, балконы, аттики. Произведением декоративного искусства являются кованые решётки ограждения балконов, выполненные в виде орнаментов из гибких, изогнутых линий и стилизованных цветов.